# Bank of America Home Loans
Bank of America Home Loans est l'unité de Bank of America chargée des hypothèques. En 2008, Bank of America achète Countrywide Financial, alors en difficulté, pour 4,1 milliards de dollars. En 2006, Countrywide finançait près de 20 % de toutes les hypothèques aux États-Unis avec une valeur de 3,5 % du PIB américain, soit une part supérieure à celle de tous les autres prêteurs hypothécaires.
Bank of America Home Loans est composé de :
- Mortgage Banking, qui émet, achète, sécurise ou fournit des crédits hypothécaires. Durant l’année 2005, Mortgage Banking a généré 59 % des gains pré-taxations.
- Banking, qui opère des épargnes sous contrôle fédéral et qui investit principalement dans des crédits hypothécaires financés par les opérations de sa banque hypothécaire.
- Capital Markets, qui opère comme courtier institutionnel spécialisé dans le commerce et les titres adossés à des créances hypothécaires.
- Global Operations, qui gère les demandes de prêts hypothécaires et services de prêts.

Le 11 janvier 2008, Bank of America annonça son intention de racheter Countrywide Financial pour 4,1 milliards de dollars de stock. Le 5 juin 2008, Bank of America Corporation annonça avoir reçu l’approbation du Bureau des gouverneurs de la système de la réserve fédérale pour le rachat de Countrywide Financial Corporation. Alors, le 25 juin 2008, Countrywide annonça qu'il avait reçu l'approbation de 69 % de ses actionnaires pour la fusion planifiée avec Bank of America. Le 1er juillet 2008, Bank of America Corporation finalisa l'achat de Countrywide Financial Corporation.